# Georgij Chosrojevič Šachnazarov
Georgij Chosrojevič Šachnazarov (rusky Георгий Хосроевич Шахназаров, arménsky Գեորգի Խոսրովի Շահնազարով) (4. října 1924, Baku – 15. ledna 2001, Tulská oblast) byl ruský sovětský právník, politolog, politik, novinář a spisovatel arménského původu. Pod pseudonymem Georgij Šach (rusky Георгий Шах) napsal několik vědeckofantastických próz a divadelních her.

## Život
Narodil se v hlavním městě Ázerbájdžánu Baku v rodině právníka a potomka karabašského arménského knížecího rodu. Během Velké vlastenecké války velel dělostřelecké baterii a podílel se mimo jiné na osvobození Sevastopolu, Běloruska a Litvy a na dobytí Königsbergu (Královce).
Po válce vystudoval Právnickou fakultu Ázerbájdžánská státní univerzity (1949) a následně roku 1952 dokončil aspiranturu Právnického ústavu Akademie věd SSSR obhajobou kandidátské práce na téma Formy buržoazního státu v éře imperialismu (rusky Формы буржуазного государства в эпоху империализма). V letech 1952–1960 pracoval v nakladatelství politické literatury ÚV KSSS Политиздaт (Politizdat), pak do roku 1961 v časopise Политическое самообразование (Politické sebevzdělávání) a následně v letech 1962–1963 v ruské redakci časopisu mezinárodního komunistického hnutí Otázky míru a socialismu v Praze. Od roku 1964 do roku 1969 byl poradcem mezinárodního oddělení ÚV KSSS, pak pracoval opět dva roky v redakci Otázek míru a socialismu a od roku 1972 do roku 1988 působil jako zástupce vedoucího mezinárodního oddělení ÚV KSSS.
Roku 1987 byl zvolen poslancem Nejvyššího sovětu Sovětského svazu. Roku 1988 byl jmenován poradcem generálního tajemníka ÚV KSSS pro zahraniční věci. Od roku 1990 byl poradcem prezidenta Sovětského svazu Michaila Sergejeviče Gorbačova, předsedou ústavně právního podvýboru Nejvyššího sovětu a delegátem Sjezdu lidových poslanců Sovětského svazu.
Je považován za jednoho ze zakladatelů politologie v Sovětském svazu. Hlavním cílem jeho výzkumu byla problematika práva a politického procesu, ústavního a mezinárodního práva a mezinárodních vztahů. Roku 1969 obhájil disertační práci na téma Socialistická demokracie: problémy a perspektivy a získal titul doktora věd. V letech 1973–1990 stál v čele sovětské Asociace politických věd a působil jako viceprezident Mezinárodní asociace. Roku 1980 obdržel za svou práci Státní cenu SSSR. Od roku 1987 byl členem-korespondentem Akademie věd SSSR. Roku 1992 začal působit v Gorbačovově nadaci pro sociálně-ekonomická a politická studia (Международный Фонд социально-экономических и политологических исследований), kde se zabýval globálními problémy, koncepty nového mezinárodního řádu, politickými systémy a otázkami individuální svobody.
Zemřel roku 2001 na cestě do Jasné Poljany poté, co přednášel na vědecké konferenci v Tule. Je pochován na Trojekurovském hřbitově v Moskvě.

## Vyznamenání
- Státní cena SSSR (1980) za středoškolskou učebnici společenských věd[3]

## Publikační činnost
Šachnazarov je autorem mnoha vědeckých knih a studií. Kromě toho napsal pod pseudonymem Georgij Šach dvě divadelní hry a několik vědeckofantastických povídek a románů, které mají filozoficko-satirický charakter a ve kterých je často řešena otázka, jaký má vědeckotechnický pokrok vliv na vnitřní svět člověka.

### Odborné publikace a stati
- Почему буржуазия растоптала принцип равноправия людей и наций (1953, Proč buržoasie pošlapala zásadu rovnoprávnosti lidí a národů).
- Буржуазное государство в эпоху империализма (1955, Buržoazní státy v éře imperializmu).
- Агрессивные блоки – угроза миру (1957, Agresivní bloky – hrozba pro mír).
- Социализм и равенство (1959, Socialismus a rovnost).
- Коммунизм и свобода личности (1960, Komunismus a svoboda jednotlivce).
- Нравственный компас поколений (1963, Morální kompas generací).
- Руководящая роль Коммунистической партии в социалистическом обществе (1970, Vedoucí úloha komunistické strany v socialistické společnosti).
- Социалистическая демократия (1972, Socialistická demokracie).
- Социалистическая судьба человечества (1978, Socialistická budoucnost lidstva).
- Фиаско футурологии (1979, Fiasko futurologie).
- Грядущий миропорядок (1981, Nadcházející světový pořádek).
- Социализм и будущее (1983, Socialismus a budoucnost).
- Куда идет человечество (1985, Kam směřuje lidstvo).
- В поисках утраченной идеи (1990, Hledání ztracené ideje).
- Цена свободы (1993, Cena svobody).
- Постшок или роковое расставание с прошлым (2000, Osudové loučení s minulostí).

### Divadelní hry
- Тринадцатый подвиг Геракла (1977, Třináctý hrdinský skutek Hérakla).
- Шах и мат (1980, Šach a mat).

### Vědeckofantastické prózy
- И деревья, как всадники (1972, Stromy jako jezdci na koních), česky také jako ...a stromy jako jezdci na koních..., povídka odehrávající se v době, kdy lidé budoucnosti dávno zapomněli na stará umělecká díla, protože jsou neustále zahlcováni novými. Hlavní hrdina příběhu proto vydává stará díla za vlastní, neboť je to jediná cesta jak je dostat opět mezi lidi.
- О, Mарсиане! (1972, Ó, Marťané!), satirická povídka, ve které není důležité, zda Marťané opravdu přišli na zem, ale to, co zpráva o jejich příchodu udělá s lidmi. Když se v malém provinčním městečku Zaborjevsku roznese zpráva, že mezi lidmi jsou Marťané, snaží se je někteří lovit a jiní se za ně vydávají.
- Если бы её не уничтожили... (1974. Kdyby ho nebyli zničili!), povídka, která vypráví o tom, že parní stroj byl vynalezen již v době stavby Jupiterova chámu v Baalbeku. Byl však zničen a jeho vynálezce při tom zahynul, takže se jeho vynalezení opozdilo o patnáct set let.
- Питон (1979, Krajta), povídka o tom, že i umělá inteligence může dělat chyby.
- Объект МКАНФ (1979, Objekt MKANF), povídka o zkoumání virtuální reality, objektu Materializovaných přízraků nevědecké fantastiky (Материализированные Кошмары Антинаучной Фантастики) materializovaný díky vědeckému experimentu.
- Берегись, Hаварра! (1982, Pozor Navarra!), hrdina povídky je poslán do 16. století, ke zachrání Jindřicha Navarského.
- Нет повести печальнее на свете (1984, Není smutnějšího příběhu na světě), román, česky jako Planeta devíti klanů, variace na příběh Romea a Julie v budoucím světě, který je rozdělen na klany podle profesí. Každý klan se věnuje jen svému oboru a utvoří si dokonce vlastní jazyk. Je nepsaným pravidlem, že klany se mezi sebou nemísí a tak když se agr (zemědělec) zamiluje do maty (matematičky), rozpoutá se zápas s touto ničivou ideou.
- Всевидящее Oко (1986, Vševidoucí oko), povídka popisující bouřlivou diskuzi o projektu, který předpokládá umístit na oběžnou dráhu síť špionážních družic, které budou pro budoucí historiky zaznamenávat události na Zemi.
- Гибель Фаэтона (1986, Faethónova smrt), povídka o tom, že báje o Faethónovi má svůj původ v dávném zničení další planety Sluneční soustavy v důsledku nekontrolované činnosti jejích obyvatel.
- И деревья, как всадники (1986, Stromy jako jezdci), sbírka povídek.
- Всевидящее Oко (1989, Vševidoucí oko), sbírka povídek.

### Ostatní
- Футурология и фантастика (1986, Futorologie a fantastika), eseje.
- Стихотворное приложение (2001, Básnická příloha), básně.
- С вождями и без них (2001, S vůdci a bez nich), paměti.

## Česká vydání
- Proč buržoasie pošlapala zásadu rovnoprávnosti lidí a národů, SNPL, Praha 1954, přeložila Milena Puklová.
- Třináctý hrdinský skutek Hérakla, Dilia, Praha 1978, přeložila Daria Puršová.
- Socialistická budoucnost lidstva, Svoboda, Praha 1980, přeložili Jarmila Oborská a Otto Vochoč
- Ó, Marťané! Albatros, Praha 1982, přeložila Zdeňka Psůtková, obsahuje Ó, Marťané!, ... a stromy jako jezdci na koních... a Kdyby ho nebyli zničili!
- Planeta devíti klanů, Lidové nakladatelství, Praha 1987, přeložila Kamila Kostková.